# Pernik (oblast)
Pour son chef-lieu, voir Pernik.
L'oblast de Pernik est l'un des 28 oblasti (« province », « région », « district ») de Bulgarie. Son chef-lieu est la ville de Pernik.

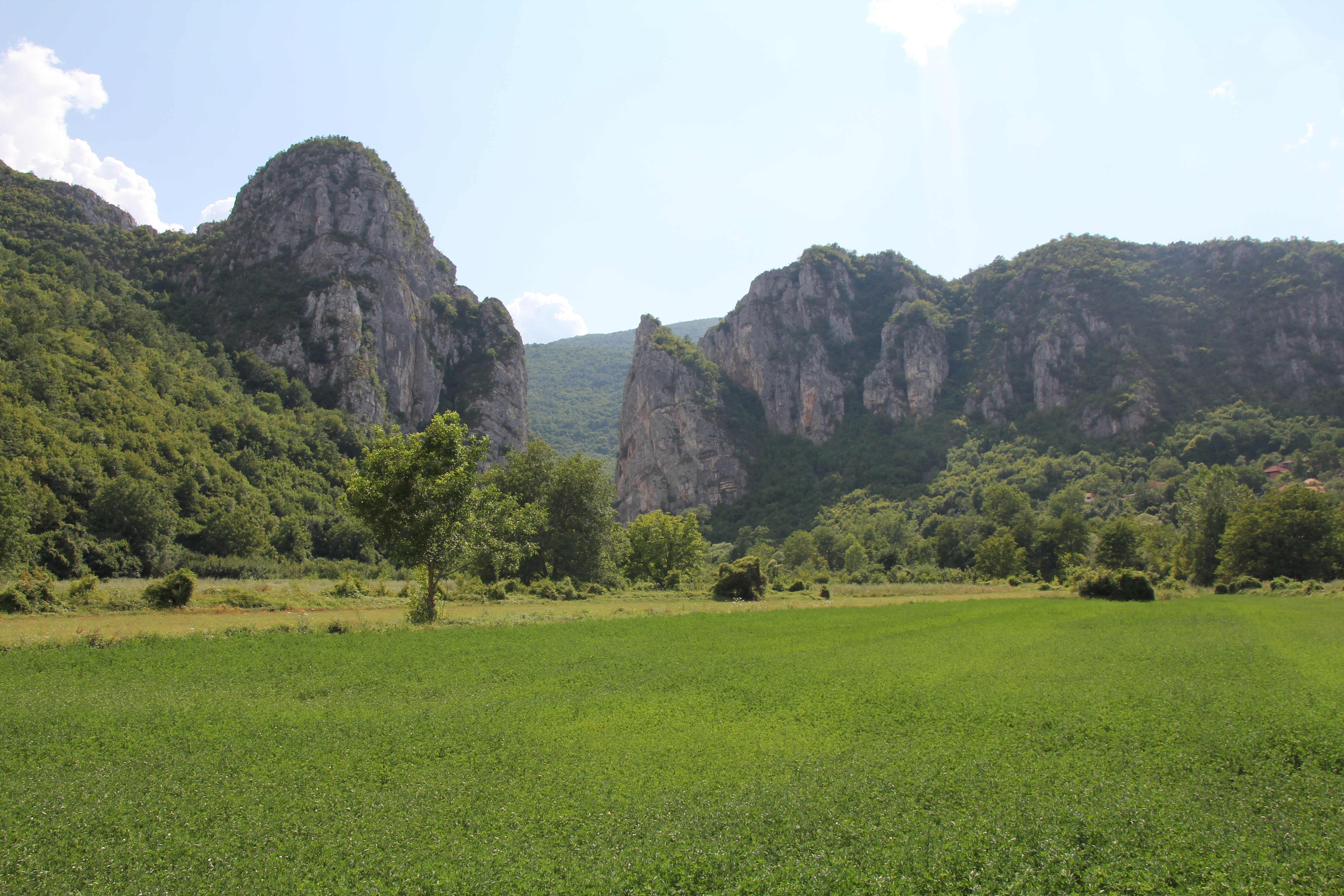
Erma Gorge à la frontière avec la Serbie

## Géographie

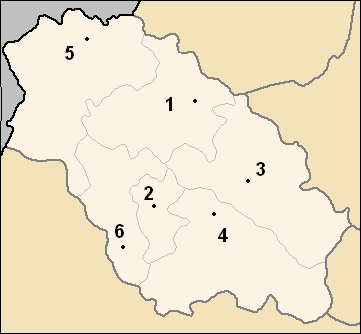
Carte des obchtini de l'oblast de Pernik

La superficie de l'oblast est de 2 392 km2.

## Démographie
Lors d'un recensement récent, la population s'élevait à 149 832 hab., soit une densité de population de 62,64 hab./km2.

## Administration
L'oblast est administré par un « gouverneur régional » (en bulgare Областен управител), dont le rôle est plus ou moins comparable à celui d'un préfet de département en France. Le gouverneur, en mai 2006, était Ivan Dimitrov (en bulgare : Иван Димитров).

## Subdivisions
L'oblast regroupe 6 municipalités (en bulgare, община – obchtina – au singulier, Общини – obchtini – au pluriel), au sein desquelles chaque ville et village conserve une personnalité propre, même si une intercommunalité semble avoir existé dès le milieu du XIXe siècle :
1. Breznik (Брезник)
2. Kovatchevtsi (Ковачевци),
3. Pernik (Перник),
4. Radomir (Радомир),
5. Tran (Трън),
6. Zemen (Земен).

## Liste détaillée des localités
Les noms de localités en caractères gras ont le statut de ville (en bulgare : град, translittéré en grad). Les autres localités ont le statut de village (en bulgare : село translittéré en selo).
Les noms de localités s'efforcent de suivre, dans la translittération en alphabet latin, la typographie utilisée par la nomenclature bulgare en alphabet cyrillique, notamment en ce qui concerne l'emploi des majuscules (certains noms de localités, visiblement formés à partir d'adjectifs et/ou de noms communs, ne prennent qu'une majuscule) ou encore les espaces et traits d'union (ces derniers étant rares sans être inusités). Chaque nom translittéré est suivi, entre parenthèses, du nom bulgare original en alphabet cyrillique.

### Breznik (obchtina)
L'obchtina de Breznik groupe une ville, Breznik, et 34 villages :
- Arzan (Арзан)
- Babitsa (Бабица)
- Banichte (Банище)
- Begounovtsi (Бегуновци)
- Bilintsi (Билинци)
- Breznik (Брезник)
- Breznichki izvor (Брезнишки извор)
- Brousnik (Брусник)
- Dolna Sekirna (Долна Секирна)
- Dolni Romantsi (Долни Романци)
- Douchintsi (Душинци)
- Garlo (Гърло)
- Gigintsi (Гигинци)
- Gorna Sekirna (Горна Секирна)
- Gorni Romantsi (Горни Романци)
- Goz (Гоз)
- Kocharevo (Кошарево)
- Konska (Конска)
- Krasava (Красава)
- Krivonos (Кривонос)
- Mourtintsi (Муртинци)
- Nepraznentsi (Непразненци)
- Noevtsi (Ноевци)
- Ozarnovtsi (Озърновци)
- Rajavets (Ръжавец)
- Rebro (Ребро)
- Rejantsi (Режанци)
- Sadovik (Садовик)
- Slakovtsi (Слаковци)
- Sopitsa (Сопица)
- Stanyovtsi (Станьовци)
- Velkovtsi (Велковци)
- Vidritsa (Видрица)
- Yaroslavtsi (Ярославци)
- Zavala (Завала)

### Kovatchevtsi (obchtina)
L'obchtina de Kovatchevtsi groupe 9 villages :
- Egalnitsa (Егълница)
- Kalichte (Калище)
- Kosatcha (Косача)
- Kovatchevtsi (Ковачевци)
- Loboch (Лобош)
- Rakilovtsi (Ракиловци)
- Sirichtnik (Сирищник)
- Slatino (Слатино)
- Svetlya (Светля)

### Pernik (obchtina)
L'obchtina de Pernik groupe deux villes, Pernik et Batanovstsi, et 22 villages :
- Batanovtsi (Батановци)
- Bogdanov dol (Богданов дол)
- Bosnek (Боснек)
- Divotino (Дивотино)
- Dragitchevo (Драгичево)
- Golemo Boutchino (Големо Бучино)
- Kladnitsa (Кладница)
- Kralev dol (Кралев дол)
- Leskovets (Лесковец)
- Lyoulin (Люлин)
- Mechtitsa (Мещица)
- Pernik (Перник)
- Planinitsa (Планиница)
- Radouï (Радуй)
- Rasnik (Расник)
- Roudartsi (Рударци)
- Selichten dol (Селищен дол)
- Stoudena (Студена)
- Tcherna gora (Черна гора)
- Tchouïpetlovo (Чуйпетлово)
- Viskyar (Вискяр)
- Vitanovtsi (Витановци)
- Yardjilovtsi (Ярджиловци)
- Zidartsi (Зидарци)

### Radomir (obchtina)
L'obchtina de Radomir groupe une ville, Radomir, et 31 villages :
- Baïkalsko (Байкалско)
- Belanitsa (Беланица)
- Boboratsi (Бобораци)
- Bornarevo (Борнарево)
- Debeli lag (Дебели лаг)
- Dolna Dikanya (Долна Диканя)
- Dolni Rakovets (Долни Раковец)
- Dragomirovo (Драгомирово)
- Dren (Дрен)
- Drougan (Друган)
- Galabnik (Гълъбник)
- Gorna Dikanya (Горна Диканя)
- Izvor (Извор)
- Jedna (Жедна)
- Jitoucha (Житуша)
- Kasilag (Касилаг)
- Klenovik (Кленовик)
- Kocharite (Кошарите)
- Kondofreï (Кондофрей)
- Kopanitsa (Копаница)
- Negovantsi (Негованци)
- Nikolaevo (Николаево)
- Ouglyartsi (Углярци)
- Potsarnentsi (Поцърненци)
- Priboï (Прибой)
- Radiboch (Радибош)
- Radomir (Радомир)
- Staro selo (Старо село)
- Stefanovo (Стефаново)
- Tchervena mogila (Червена могила)
- Tchoukovets (Чуковец)
- Vladimir (Владимир)

### Tran (obchtina)
L'obchtina de Tran groupe une ville, Tran, et 21 villages :
- Bankya (Банкя)
- Berantsi (Бераинци)
- Bogoyna (Богойна)
- Bokhova (Бохова)
- Busintsi (Бусинци)
- Boutrointsi (Бутроинци)
- Chipkovitsa (Шипковица)
- Djintchovtsi (Джинчовци)
- Dokyovtsi (Докьовци)
- Dalga louka (Дълга лука)
- Dolna Melna (Долна Мелна)
- Elovitsa (Еловица)
- Eroul (Ерул)
- Ezdimirtsi (Ездимирци)
- Filipovtsi (Филиповци)
- Glavanovtsi (Главановци)
- Glogovitsa (Глоговица)
- Gorna Melna (Горна Мелна)
- Gorotchevtsi (Горочевци) ·

Kachle (Къшле)
- Kojintsi (Кожинци)
- Kostourintsi (Костуринци)
- Lechnikovtsi (Лешниковци)
- Leva reka (Лева река)
- Lomnitsa (Ломница)
- Lyalintsi (Лялинци)
- Milkyovtsi (Милкьовци)
- Miloslavtsi (Милославци)
- Mraketintsi (Мракетинци)
- Mramor (Мрамор)
- Nasalevtsi (Насалевци)
- Nedelkovo (Неделково)
- Paramoun (Парамун)
- Penkyovtsi (Пенкьовци)
- Prodantcha (Проданча)
- Radovo (Радово)
- Rani loug (Рани луг)
- Reyanovtsi (Реяновци)
- Slichovtsi (Слишовци)
- Staïtchovtsi (Стайчовци)
- Strezimirovtsi (Стрезимировци)
- Stouden izvor (Студен извор)
- Tourokovtsi (Туроковци)
- Tran (Трън)
- Tsegrilovtsi (Цегриловци)
- Velinovo (Велиново)
- Vidrar (Видрар)
- Voukan (Вукан)
- Vrabtcha (Врабча)
- Yarlovtsi (Ярловци)
- Zabel (Забел)
- Zelenigrad (Зелениград)

### Zemen (obchtina)
L'obchtina de Zemen groupe une ville, Zemen, et 18 villages :
- Berende (Беренде)
- Blatechnitsa (Блатешница)
- Divlya (Дивля)
- Dolna Vrabtcha (Долна Врабча)
- Elovdol (Еловдол)
- Gabrovdol (Габровдол)
- Gorna Glogovitsa (Горна Глоговица)
- Gorna Vrabtcha (Горна Врабча)
- Jablyano (Жабляно)
- Kalotintsi (Калотинци)
- Moureno (Мурено)
- Odranitsa (Одраница)
- Padine (village) (Падине)
- Pechtera (Пещера)
- Rayantsi (Раянци)
- Smirov dol (Смиров дол)
- Tchepino (Чепино)
- Vranya stena (Враня стена)
- Zemen (Земен)